# Mormaer de Moray
Mormaerdom o Reino de Moray (irlandés medio: Muireb o Moreb; latín medieval: Muref o Moravia; gaélico escocés: Moireabh) era un señorío de la Alta Edad Media escocesa que fue destruido por el rey David I de Escocia en el año 1130. No tenía el mismo territorio que el actual condado de Moray, que es un área mucho menor alrededor de Elgin. El señorío medieval se encontraba ubicado en los valles bajos de Spey, alrededor de Inverness y en las partes septentrionales de Great Glen, aunque probablemente en su origen también incluía a Buchan, Marr y Ross.

## Estatus político de Moray
Tanto las fuentes escandinavas como las irlandesas mencionan al gobernador de Moray antes del siglo XII como "Rey de Escocia". Se puede interpretar que los gobernadores de Moray eran considerados los más importantes regentes del norte de Gran Bretaña, y pone dudas en los reclamos de los meridionales reyes de Alba de monopolizar los majestuosos señoríos al norte del Reino de Inglaterra.
En las listas de reyes tradicionales de Escocia son ignorados, pero esto puede ser visto como el producto del posterior triunfo de los reyes del sur que finalmente destruyeron a sus rivales del norte bajo el mando de David I de Escocia. Esto hace suponer que es un error el llamar a Moray como un simple Mormaerdom ya que evidentemente era mucho más que eso. El gobernador de Moray es llamado Dux en una fuente latina y esto es de destacar ya que todas las fuentes latinas (excepto las más antiguas fuentes gaélicas que no fueron traducidas) siempre traducen Mormaer como Comes (i.e. conde). Dux (i.e. Duque) es un líder más poderoso, quizás un vasallo simbólico de algún rey, que no tenía el estatus de la realeza en la escena internacional, pero que de hecho en la práctica tenía el mismo papel que un rey (c/f Duque de Normandía).